# Philophobie
Ne doit pas être confondu avec Philophobia.
La philophobie (du grec : φιλος, « amour »), et φοβία, « peur ») se définit comme la peur persistante et intense de tomber amoureux ou d'aimer une personne, ainsi que de maintenir une relation affective importante. Les personnes souffrant de philophobie ont tendance à percevoir les sentiments liés à l'amour et au fait de tomber amoureux comme incontrôlables et dangereux, raison pour laquelle elles peuvent vivre les relations interpersonnelles comme une menace pour leur façon habituelle d'agir et de penser, même si, d'un autre côté, elles peuvent rechercher normalement l'affection, la proximité et la stabilité.

## Symptômes

### Symptômes généraux
Le sujet philophobe peut ressentir un état d'anxiété par crainte d'être blessé par la personne qu'il aime, mais en même temps, éprouver un sentiment d'attirance physique et morale envers cette personne. Cette incapacité à établir une relation intime peut entraîner de la déprime. En général, ce n'est pas seulement l'individu concerné qui souffre des problèmes liés à la philophobie, mais aussi, éventuellement, la relation de couple. La fermeture de la personne philophobe peut entraver ou rendre impossible une relation affective ou amoureuse saine à différents niveaux ; même si elle éprouve de l'attirance et de l'intérêt, la personne se révèle incapable de développer un lien affectif, évitant l'engagement et luttant émotionnellement entre le désir et la peur,,.
Dans les phases les plus aiguës, lorsque l'anxiété est plus forte, des symptômes tels que de la dyspnée, de l'hyperhidrose, des nausées, la tachycardie et les tremblements peuvent apparaître. Ces problèmes se présenteraient donc comme une manifestation clinique du trouble, tant dans une situation spécifique qui réveille la phobie que dans la simple pensée de la rencontrer, par exemple en imaginant s'attacher émotionnellement à un individu.

### Problèmes dans la sexualité
La philophobie peut également entraîner des problèmes liés à la sphère sexuelle de l'individu concerné et, par conséquent, à la sexualité du couple. En particulier, la personne philophobe peut mettre en place certaines stratégies d'évitement, qui la poussent à fuir tout contact physique avec les personnes avec lesquelles elle vit une relation amoureuse ou romantique, y compris son partenaire.
Cette distance peut amener le sujet philophobe non seulement à éviter les situations intimes, mais aussi à éprouver des difficultés à exprimer ses désirs sexuels. Cette complication semble s'expliquer par un mécanisme de défense mis en place par la personne philophobe afin de ne pas se mettre dans une position de vulnérabilité émotionnelle face à son partenaire, préférant ainsi adopter une attitude d'« auto-sabotage » et de détachement.

## Causes
La philophobie, en tant que trouble psychologique lié à la sphère affective et amoureuse, peut avoir des origines très diverses et se manifester chez des individus vivant des conditions de vie de nature variée. Il est donc essentiel de prendre en compte l'origine souvent multifactorielle de troubles psychologiques tels que celui-ci. Les origines peuvent donc être associées à des aspects liés au tempérament d'un individu — dans le cas, par exemple, d'un sujet au tempérament inhibé, celui-ci aura tendance à manifester une anxiété somatique et une sensibilité interpersonnelle élevée — mais aussi à des facteurs plus larges, comme le fait d'avoir vécu une grande souffrance amoureuse et de vouloir à tout prix garder le contrôle de ce qui lui arrive et limiter son implication par peur d'être blessé, trahi ou abandonné. 
La théorie psychodynamique identifie en effet les causes possibles de la philophobie dans les interactions primaires frustrantes ou traumatisantes entre la mère et l'enfant (thèse corroborée par les études sur l'hospitalisme de René Spitz et celles sur l'attachement de John Bowlby).
Bien que reconnue parmi les psychiatres, la philophobie n'apparaît pas dans le DSM-5. Cela peut notamment être dû au fait que les sujets philophobes choisissent souvent de vivre avec cette phobie plutôt que de la traiter. De même, bien que la plupart des individus souffrant de phobie soient conscients de leur trouble, ils peuvent être réticents à en parler à leur médecin.

## Anorexie sentimentale
Une condition similaire à la philophobie pourrait se retrouver dans ce qui est appelé l'« anorexie sentimentale », un terme non officiel inventé par le psychothérapeute Nicola Ghezzani pour décrire un trouble de l'identité affective.
L'anorexie sentimentale désigne l'incapacité d'un individu qui en souffre à s'engager dans des relations amicales et amoureuses, ainsi que sa réticence à admettre et à vivre des sentiments liés à l'affectivité et au désir sexuel. Cette condition serait notamment liée au fait que les personnes qui en souffrent ne connaissent pas, et donc craignent, toute forme d'intimité psychologique et affective.